# Neotoma martinensis
Neotoma martinensis је врста глодара из породице хрчкова (лат. Cricetidae). 

## Распрострањење
Пре изумирања, врста је насељавала само острво Сан Мартин, које се налази недалеко од западне обале мексичког полуострва Доња Калифорнија.

## Станиште
Врста Neotoma martinensis је имала станиште на копну.

## Угроженост
Ова врста је наведена као изумрла, што значи да нису познати живи примерци.